# Kenya Moore
Kenya Summer Moore (Detroit, 24 de enero de 1971) es una modelo y actriz americana, elegida en 1993 Miss USA.

## Carrera
Principalmente destaca por sus papeles en las películas Waiting to Exhale, Deliver Us from Eva y el thriller de 2007 Sé quién me mató, junto a Lindsay Lohan. Entre los otros papeles en los que Moore es recordada, también pueden citarse Trois junto a Gretchen Palmer, volviéndose uno de los mayores ingresos del cine afroestadounidense de 2000.
Kenya Moore fue Miss Michigan 1993 y Miss USA 1993, y posteriormente también participó en Miss Universo 1993. 
Como modelo Kenya Moore aparece en portadas de importantes revistas como Glamour, Seventeen, Ebony y Essence. También ha aparecido en varios videoclips como Sweet Dreams de Nas y Money Ain't a Thang de Jay-Z y Jermaine Dupri.
En 2007 publicó su primer libro Game, Get Some!.